# Немачко-пољски пакт о ненападању
Немачко-пољски пакт о ненападању (Пакт Пилсудски-Хитлер) је био договор између нацистичке Немачке и Пољске маршала Јозефа Пилсудског склопљен 26. јануара 1934. који је смирио тензије између Пољске и Немачке. Према одредбама пакта, обе државе су се обавезале да ће решити своје проблеме преговорима и избегавањем војних сукоба у периоду од десет година. Споразум је нормализовао односе између Пољске и Немачке, који су претходно били затегнути због пограничних спорова услед територијалних уступака по одредбама Версајског мира. Као последица овог споразума, Немачка је де факто признала пољске границе и решила да оконча економски исцрпљујући царински рат који је постојао између две тржаве у током једне деценије. Споразум је био симбол слабљења француског система савеза у источној Европи створених са циљем да се обузда јачање Немачке.
Односи између пољске државе настале након Првог светског рата и Немачке су били лоши. Немачка је захтевала повратак територија предатих Пољској после рата и од средине 1920-их водила је царински спор са својим суседом. Погоршање економске ситуације са појавом Велике депресије и политичке кризе у Немачкој продубили су тензије између две земље. У Немачкој су политичке странке све чешће користиле ревизионистичку пропаганду на изборима, али је Пољска одбила да врати територије да би их умирила. Хитлеров долазак на власт је привремено повећао тензије, али са пољске тачке гледишта, то је била промена која би омогућила споразум са Немачком о нормализацији односа и избегавању сукоба, јер је за разлику од претходних влада Хитлер имао друге приоритете за решавање. Његово интересовање да учврсти власт у Немачкој и покушати да прошири своју контролу над Аустријом погодовали су Пилсудском, који је заузврат желео да побољша односе са Немачком због унапређивање билатералне трговине и избегавања уступаке које је наметала Француска, спремна да удовољи Немачкој на рачун Пољске. Слабљење француско- пољског савеза Пилсудски коначно одлучио да потражи споразум са Хитлером комбинацијом јавних претњи и тајних преговора који су уродили плодом потписивањем Пакта о ненападању 1934.
Пакт је допринео побољшњу односа између две државе све до окончања Минхенске кризе у јесен 1938, после чега је Хитлер у зиму и пролеће 1939. поново затражио територијалне уступке. Хитлер је једнострано одбацио пакт 28. априла 1939.